# Latsch
Latsch (tyskt uttal: [latʃ], italienska: Laces [ˈlaːtʃes]) är en ort och kommun i provinsen Sydtyrolen i regionen Trentino-Sydtyrolen i norra Italien. Den är belägen cirka 40 kilometer nordväst om Bolzano. Kommunen har 5 263 invånare (2024), på en yta av 78,71 km². Enligt 2024 års folkräkning talar 96,55 % av befolkningen tyska, 3,38 % italienska och 0,06 % ladinska som modersmål.

## Orter
Orter (località) i kommunen Latsch med fler än 20 invånare (inom parentes invånarantal 2021):

- Goldrain/Coldrano (825)
- Latsch/Laces (2 505)
- Morter (702)
- Tarsch/Tarres (661)
- Tiss (91)